# روستیسلاو یانکوفسکی
روستیسلاو یانکوفسکی (بلاروسی: Расціслаў Іванавіч Янкоўскі؛ ۵ فوریه ۱۹۳۰ – ۲۶ ژوئن ۲۰۱۶) بازیگر اهل اتحاد جماهیر شوروی سوسیالیستی بود. وب بعد از فروپاشی شوروی به کشور بلاروس مهاجرت کرد و تا آخر عمر در بلاروس زندگی کرد.

از فیلم‌هایی که وی در آن نقش داشته‌است، می‌توان به واترلو اشاره کرد.
وی همچنین برندهٔ جوایزی همچون نقاب زرین، جایزه هنرمند مردمی اتحاد جماهیر شوروی و نشان پرچم سرخ کار شده‌است.